# Regional Cargo
Regional Cargo was een vrachtluchtvaartmaatschappij gevestigd op de Luchthaven Querétaro, Mexico. De luchtvaartmaatschappij stopte met opereren in 2011.

## Vloot
De vloot van Regional Cargo bestond op 2008 uit de volgende toestellen.
- ATR 42-300F
- Boeing 737-200C